# Lijst van ministers-presidenten van Nedersaksen

Wapen van Nedersaksen

Hieronder volgt een lijst van ministers-presidenten van de Duitse deelstaat Nedersaksen.

## Ministers-presidenten vanNedersaksen(1946–heden)
| Nr. | Minister-president van Nedersaksen Ministerpräsident des Landes Niedersachsen | Minister-president van Nedersaksen Ministerpräsident des Landes Niedersachsen | Minister-president van Nedersaksen Ministerpräsident des Landes Niedersachsen | Ambtstermijn     | Ambtstermijn     | Partij |
| --- | ----------------------------------------------------------------------------- | ----------------------------------------------------------------------------- | ----------------------------------------------------------------------------- | ---------------- | ---------------- | ------ |
| 1   |                                                                               | Hinrich Wilhelm Kopf                                                          | Hinrich Wilhelm Kopf (1893–1961)                                              | 10 december 1946 | 26 mei 1955      | SPD    |
| 2   |                                                                               |                                                                               | Heinrich Hellwege (1908–1991)                                                 | 26 mei 1955      | 12 mei 1959      | DP     |
| (1) |                                                                               | Hinrich Wilhelm Kopf                                                          | Hinrich Wilhelm Kopf (1893–1961)                                              | 12 mei 1959      | 21 december 1961 | SPD    |
| 3   |                                                                               | Hinrich Wilhelm Kopf                                                          | Georg Diederichs (1900–1983)                                                  | 29 december 1961 | 8 juli 1970      | SPD    |
| 4   |                                                                               | Alfred Kubel                                                                  | Alfred Kubel (1909–1999)                                                      | 8 juli 1970      | 6 februari 1976  | SPD    |
| 5   |                                                                               | Ernst Albrecht                                                                | Ernst Albrecht (1930–2014)                                                    | 6 februari 1976  | 21 juni 1990     | CDU    |
| 6   |                                                                               | Gerhard Schröder                                                              | Gerhard Schröder (1944)                                                       | 21 juni 1990     | 27 oktober 1998  | SPD    |
| 7   |                                                                               |                                                                               | Gerhard Glogowski (1943)                                                      | 27 oktober 1998  | 15 oktober 1999  | SPD    |
| 8   |                                                                               | Sigmar Gabriel                                                                | Sigmar Gabriel (1959)                                                         | 15 oktober 1999  | 5 maart 2003     | SPD    |
| 9   |                                                                               | Christian Wulff                                                               | Christian Wulff (1959)                                                        | 5 maart 2003     | 30 juni 2010     | CDU    |
| 10  |                                                                               | David McAllister                                                              | David McAllister (1971)                                                       | 30 juni 2010     | 19 februari 2013 | CDU    |
| 11  |                                                                               | Stephan Weil                                                                  | Stephan Weil (1958)                                                           | 19 februari 2013 | 20 mei 2025      | SPD    |
| 12  |                                                                               | Olaf Lies                                                                     | Olaf Lies (1967)                                                              | 20 mei 2025      | heden            | SPD    |

- Gemeinsame Normdatei: 2029449-9
- Virtual International Authority File: 126147005